# Прирічний (Печензький район)
Прирічний (рос. Приречный; кол.-саам. Prirečnyi) — селище у Печензькому районі Мурманської області Російської Федерації.
Населення становить 45 осіб. Належить до муніципального утворення Нікельське міське поселення .

## Населення
| 1970 | 1979 | 1989 | 2002 | 2010 |
| ---- | ---- | ---- | ---- | ---- |
| 1322 | ↘962 | ↘676 | ↘109 | ↘45  |